# Cnezat
Cnezatul este o formă de organizare politică de tip statal în Evul Mediu (la români și la slavi) bazată pe autoritatea cneazului.
Cnezatul a fost și o formațiune politică prestatală, care era formată dintr-un grup de sate românești conduse de un cneaz.
De exemplu, în secolul al XIII-lea în Maramureș existau mai multe cnezate. Unul din cele mai mari a fost Cnezatul Câmpulungului, care cuprindea vreo 16-18 sate de pe valea superioară a Tisei și de pe valea Tarasului, având centrul, probabil, la Sarasău.
În anul 1381, oșenii de pe Valea Cosăului sunt atestați documentar, sub formula: Keneziatus possessionis nostrae Olachalis OZON vocatae. În textul în limba latină, keneziatus înseamnă "cnezat" iar forma Ozon înseamnă "Oșan".

## Vezi și
- Lista paginilor care încep cu „Cnezat”